# Mistaravim
Mista'arvim (in ebraico: מסתערבים, in arabo مستعربين‎?, a volte mistaravim) è il nome dato alle unità antiterrorismo delle forze di difesa israeliane, della guardia di frontiera e della polizia israeliana, che operano sotto copertura.

## Compiti

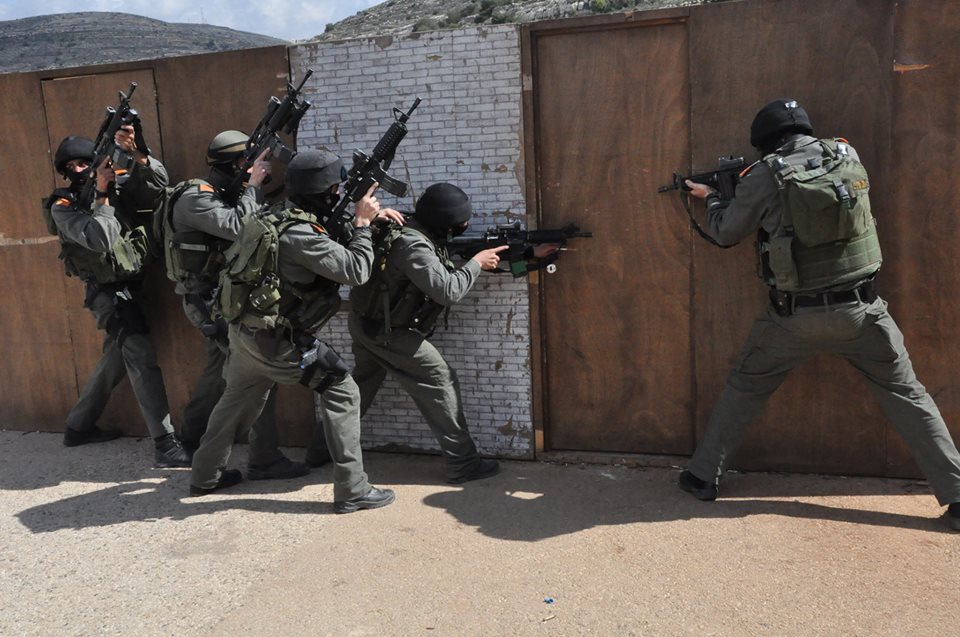
Unità Yamas durante un'esercitazione.

Il nome deriva dall'arabo Musta'arabi, che significa "coloro che vivono tra gli arabi", che si riferisce agli ebrei arabizzati, eredi degli ebrei di lingua araba che vissero in Medio Oriente fin dall'inizio del dominio arabo nel VII secolo.
Si tratta di personale specificamente addestrato per camuffarsi da arabi, al fine di catturare i rivoltosi e terroristi palestinesi. Comunemente conosciuti come la arabo Plotoni, si sa che gli appartenenti alle unità di Mista'arvim tengono rigorosamente segreta la propria identità reale al di fuori della loro unità. Questo personale opera in azioni antiterrorismo, raccolta informazioni, ricerca e recupero ostaggi.
Sul numero del 13 ottobre 2009 del quotidiano israeliano Haaretz è stato rivelato che la Polizia di frontiera israeliana ha organizzato di recente una nuova unità tra gli arabi della West Bank, al fine di costruire infrastrutture di intelligence che consentano ai servizi di sicurezza israeliani di indagare sugli arabi all'interno della Linea Verde.
Il giornale cita l'Ispettore Generale alla Sicurezza, il generale Dodi Cohen, che ha dichiarato: «Noi soffriamo per mancanza di informazioni, e abbiamo grandi difficoltà a lavorare all'interno di aree in maggioranza arabe, come la città di Umm al-Fahm, o di Jawarish o di Ramla», aggiungendo che la nuova unità «si sta organizzando per superare la mancanza di informazioni».
Oltre a questa unità, esiste un'altra unità della polizia che lavora da diversi anni nella città di Gerusalemme Est e dintorni, con il compito di contrastare le attività terroristiche tra gli arabi del 1948.

## Unità speciali
Le unità mista'arvim non solo lavorano all'interno del territorio di Israele, ma anche nella striscia di Gaza e nella Cisgiordania occupata. 
- Unità 367 "Shimshon" (שמשון, ossia "Sansone") unità speciale delle Forze di difesa che ha operato a Gaza fino al 1996.

- "Duvdevan" ("דובדבן" ossia "ciliegia"), ufficialmente "unità 217", opera nei territori occupati. È un'unità mistaʽaravim della 89ª Brigata Commando "Oz" delle Forze di Difesa Israeliane, ed è stata fondata da Ehud Barak. È nota per le sue operazioni sotto copertura nelle aree urbane, durante le quali i suoi operatori spesso indossano abiti civili per confondersi tra la popolazione araba locale.

- Yamas, unità della guardia di frontiera, per operazioni speciali dello Shin Bet

- Gideonim (Unità 33), un'unità sotto copertura della polizia israeliana

Durante la seconda intifada, scoppiata nel settembre 2000, queste unità avrebbero arrestato decine di miliziani del Movimento di Resistenza Islamica (Hamas), della principale organizzazione militare dell'Organizzazione per la Liberazione della Palestina (Fatah), e della Jihad islamica.

## Imista'arvimnei mass media
La serie televisiva israeliana Fauda racconta la storia di Doron, un comandante di un'unità di mista'arvim, e della sua squadra.
Nel libro Fratelli guerrieri di Aaron Cohen viene raccontata l'esperienza (reale) di un giovane ebreo canadese che si arruola nel Sayeret Duvdevan, unità speciale incaricata delle pericolose missioni nei territori occupati.